# Meurtre de Skylar Neese
Skylar Neese
Skylar Annette Neese (10 février 1996 – 6 juillet 2012) est une jeune américaine qui a disparu de son domicile situé à Star City (en Virginie-Occidentale) le 6 juillet 2012, autour de minuit. Les restes de son corps ont été retrouvés le 16 janvier 2013 à Wayne Canton, Comté de Greene, en Pennsylvanie.
Skylar Neese a été assassinée par deux de ses amies de lycée, Rachel Shoaf et Shelia Eddy. En décembre 2012, Rachel Shoaf avoue aux autorités que Shelia Eddy et elle ont planifié et organisé le meurtre de Skylar Neese. Le 1er mai 2013, Rachel Shoaf plaide coupable de meurtre au second degré. La disparition de Skylar Neese a permis de mettre en place une nouvelle législation en Virginie-Occidentale afin de modifier le système d'alerte lors de la disparition d'enfant (Alerte AMBER).

## Contexte

### La victime
Skylar Annette Neese est la fille unique de Marie et Dave Neese. Au moment des faits, Marie Neese travaille comme adjointe administrative dans un laboratoire de cardiologie et Dave Neese comme employé chez Walmart. Skylar étudie au lycée public de Morgantown avec le projet de devenir avocate pénaliste. Elle travaille à côté pour la chaîne de restauration rapide Wendy's avec deux de ses amis proches.

### Les meurtrières
Shelia Rae Eddy (née le 28 septembre 1995) est l'enfant unique de Tara Clendenen et Greg Eddy. Shelia est née à Blacksville, en Virginie Occidentale. Ses parents divorcent en 2000, lorsque son père a un accident de voiture qui le laisse invalide à cause d'une lésion cérébrale traumatique[réf. nécessaire]. En octobre 2010, Tara et Shelia déménagent à Morgantown, en Virginie Occidentale avec Jim Clendenen, le nouveau mari de Tara[réf. nécessaire].
Rachel Shoaf (née le 10 juin 1996) a grandi à Morgantown. Elle est la fille unique de Rusty et Patricia Shoaf.
Les deux auteurs fréquentent le même lycée public de Morgantown que leur victime.

## Disparition
Le 5 juillet 2012, Skylar Neese rentre à l'appartement familial, à Star City, après la fin de son service chez Wendy's. Les caméras de vidéo-surveillance de l'immeuble montrent que Skylar Neese quitte l'appartement le 6 juillet à 0h30, en passant par la fenêtre de sa chambre et qu'elle monte dans une berline. Son père dit qu'elle n'a pas pris son chargeur de téléphone portable et que sa fenêtre est restée ouverte, Skylar prévoyant de revenir à la maison.

## Meurtre
La nuit du meurtre, Shelia Eddy et Rachel Shoaf ont invité Skylar Neese à venir faire un tour avec elles. Skylar Neese, qui s'était récemment disputée avec les deux filles, a d'abord hésité. Après une série d'appels téléphoniques et de textos de la part des deux filles, Skylar Neese change d'avis.
Aux alentours de minuit et demi, Skylar Neese sort de sa chambre par la fenêtre et traverse la rue pour monter à l'arrière d'une berline à quatre portes. Les officiers de police judiciaire ont déterminé plus tard que ce soir-là, Shelia Eddy était en possession de la berline. Les trois filles se dirigent ensuite au nord-ouest de Star City, vers Blacksville, en empruntant l'US Route 19. Les meurtrières ont initialement prévu de voyager le long de la WV Route 7, mais elles font demi-tour en apercevant une voiture de police garée devant une salle de jeux.[réf. nécessaire]
Elles arrivent finalement à destination, juste après la frontière avec la Pennsylvanie, dans un lieu où elles fument de la marijuana de temps en temps. Shelia Eddy et Rachel Shoaf ont planifié le meurtre de Skylar Neese depuis des mois. Elles sont parties de la maison de Shelia Eddy en se préparant à agresser Skylar Neese. Elles ont apporté avec elles des couteaux de cuisine, des serviettes en papier, de l'eau de javel, des chiffons de nettoyage, des vêtements propres et une pelle. Les couteaux sont dissimulés sur elles tandis que le reste des objets est caché dans le coffre de la voiture de Shelia.
Lorsque les filles sortent du véhicule, les meurtrières disent à Skylar qu'elles ont oublié d'apporter un briquet. Skylar propose de retourner à la voiture pour prendre le sien. Dès que Skylar Neese a le dos tourné, Rachel Shoaf et Shelia Eddy commencent à compter jusqu'à trois - le signal convenu préalablement. Le signal donné, Rachel et Shelia commencent à poignarder Skylar. La victime tente de s'enfuir, mais elle ne peut faire que quelques mètres avant que Rachel ne la plaque au sol et continue son agression. Pendant l'attaque, Skylar réussi à s'emparer du couteau des mains de Rachel et, dans une tentative pour se défendre, lui entaille le genou. Shelia continue de poignarder Skylar jusqu'à ce qu'il y ait un silence complet et, selon Rachel, « que le cou de Skylar cesse de faire des gargouillis ». L'autopsie de Skylar Neese a révélé plus de 50 coups de couteau.
Rachel et Shelia essaient ensuite d'enterrer le corps, comme elles l'avaient initialement planifié. Elles font glisser Skylar sur le côté de la route, mais cette dernière longe un ruisseau et le sol est trop dur et rocailleux pour pouvoir creuser un trou. À la place, elles recouvrent le corps de Skylar de pierres, de branches tombées et de gravats. Elles retournent ensuite à la voiture pour se nettoyer et nettoyer la scène du crime. Après cela, elles quittent les lieux, se débarrassent des vêtements ensanglantés et rentrent chez elles.

## Enquête
Initialement, les autorités judiciaires considèrent Skylar Neese comme une fugueuse et ne déclenche pas d'Alerte AMBER à la suite de sa disparition. Une information arrive rapidement plaçant Skylar en Caroline du Nord, mais le département de police de StarCity détermine que la personne repérée n'est pas Skylar. De leur côté, les parents de Skylar placardent des affiches concernant la disparition de leur fille dans la région du Comté de Monongalia. La police identifie la berline dans laquelle Skylar Neese a été vue pour la dernière fois comme celle de Shelia Eddy et interroge cette dernière. Shelia Eddy reconnaît être passée prendre Skylar mais déclare qu'elle l'a ramenée une heure plus tard. À partir du 10 septembre 2012, le FBI et la police d’État de Virginie-Occidentale se joignent également à l'enquête, et ils commencent à interroger les amis lycéens de Skylar .
L'affaire éclate finalement quand Rachel Shoaf reconnaît avoir comploté avec Shelia Eddy pour tuer Skylar Neese. Le mobile donné par Rachel Shoaf  pour le meurtre est « qu'elles ne l'aimaient pas » et « qu'elles ne voulaient plus être son amie »,. Dave Neese a déclaré que ces deux jeunes filles comptaient parmi les meilleures amies de Skylar et que Shelia Eddy a même aidé la famille pour distribuer les tracts,. Après ses aveux, Rachel Shoaf a conduit la police jusqu'au corps de Skylar. Le 1er mai 2013, le procureur William J. Lhlenfeld II publie un communiqué de presse indiquant que le corps trouvé le 16 janvier 2013 à Wayne Township dans le comté de Greene en Pennsylvanie, a été identifié comme celui de Skylar Neese. Les restes de Skylar Neese ont été retrouvés à moins de 30 kilomètres de son domicile.
Skylar Neese et Shelia Eddy entretenaient une relation proche depuis leur enfance. Cette relation d'amitié s'est tendue lorsqu'elles ont rencontré Rachel Shoaf au lycée. Skylar Neese aurait mal accepté de voir Shelia Eddy et Rachel Shoaf devenir proches. Elle aurait été témoin d'une relation sexuelle entre les deux jeunes filles lors d'une soirée pyjama. Une théorie populaire voudrait que Rachel Shoaf et Shelia Eddy aient tué Skylar Neese de peur que leur relation soit dévoilée publiquement, mais elle est vraisemblablement fausse ; les deux jeunes filles publiaient des photos suggestives ensemble sur plusieurs réseaux sociaux, y compris sur le compte Twitter de Shelia où ses camarades de lycée pouvaient les voir,.

## Poursuites pénales
Le 1er mai 2013, Rachel Shoaf plaide coupable pour homicide. Selon la retranscription de la cour, Rachel a expliqué qu'elle et Shelia sont passées prendre Skylar avec la voiture de Shelia. Les jeunes filles ont conduit jusqu'en Pennsylvanie, sont sorties de la voiture et ont commencé à converser entre elles. À un moment convenu à l'avance, Rachel Shoaf et Shelia Eddy ont poignardé à mort Skylar Neese après avoir compté jusqu'à trois. Les adolescentes ont tenté d'enterrer le corps de Skylar sans succès et à la place l'ont recouvert avec des branches. La retranscription indique que des élèves ont entendu des conversations entre Rachel Shoaf et Shelia Eddy à propos de la planification du meurtre, mais qu'ils ne les ont pas signalé, pensant qu'elles plaisantaient. Selon l'entente de plaidoyer de Rachel Shoaf , elle plaide coupable pour meurtre au second degré en ayant « illégalement, volontairement, de manière criminelle et à des fins malveillantes, causé intentionnellement la mort de Skylar Neese en la poignardant et lui causant des blessures mortelles ». Dans son plaidoyer, l'État de Virginie-Occidentale a demandé une peine de 40 ans d'incarcération. Par le biais de son avocat, la famille de Rachel Shoaf a rendu des excuses publiques pour les faits perpétrés par leur fille.
Le 4 septembre 2013, les procureurs de Virginie-Occidentale ont publiquement identifié Shelia Eddy comme la deuxième auteure présumée de l'assassinat de Skylar Neese et annoncé qu'elle serait jugée en tant que personne majeure. Shelia Eddy est inculpée par un grand jury le 6 septembre 2013, pour les chefs d'accusation d'enlèvement, d'assassinat et de complot en vue de commettre un meurtre. Shelia Eddy plaide non coupable contre ces accusations.
La date du procès est fixée initialement au 28 janvier 2014. Cependant, face à de probables charges requises par les autorités de Pennsylvanie en plus de celles déjà requises par les autorités de Virginie-Occidentale, Shelia Eddy fini par plaider coupable d'assassinat. Bien qu'elle n'exprime aucun remords, elle est condamnée à la prison à vie « par grâce ». La loi de Virginie-Occidentale lui permet d'être éligible à la libération conditionnelle au bout de 15 ans de prison.
Ayant plaidé coupable, Rachel Shoaf est condamnée le 1er mai 2013 à 30 ans de prison avec la possibilité d'une libération conditionnelle après 10 ans,.

## La Loi «Skylar»
L'Alerte AMBER n'a pas été déclenchée lors de la disparition de Skylar Neese car les circonstances de la disparition n'ont pas pu satisfaire les quatre conditions nécessaires, à savoir : 
1. un enfant est supposé être enlevé ;
2. l'enfant a moins de 18 ans ;
3. l'enfant peut être en danger de mort ou de blessures graves ;
4. il y a suffisamment d'informations pour estimer que l'Alerte AMBER sera utile.

Un délai de 48 heures doit s'écouler avant qu'un adolescent puisse être considéré comme disparu. Un législateur de l'état de Virginie-Occidentale officiant dans le district où habite la famille Neese a présenté un projet de loi nommé « Loi Skylar » afin de modifier le fonctionnement de l'Alerte AMBER. Cette modification consiste à déclencher immédiatement les annonces publiques lorsqu'un enfant est signalé disparu et en danger, indépendamment du fait qu'il soit supposé kidnappé. Des prises de position publiques apparurent dans les médias aussi bien de Virginie-Occidentale que nationaux en faveur de la « Loi Skylar », certaines pointant la connaissance de ces critiques et inconvénients de la législation en vigueur. Le 27 mars 2013, la Chambre des délégués de Virginie-Occidentale a approuvé la Loi Skylar par un vote de 98 pour, 0 contre. Le 12 avril 2013, le Sénat de Virginie-Occidentale a adopté à l'unanimité la loi, avec quelques changements techniques que la Chambre des délégués a accepté le même jour. Le Gouverneur de Virginie-Occidentale Earl Ray Tomblin a signé la nouvelle législation en mai 2013.

## Dans les médias nationaux
Le 31 mai 2013, Anderson Cooper a repris l'histoire du meurtre de Skylar Neese. Le 7 mars 2014, Dateline NBC a diffusé un épisode intitulé « Quelque-chose de méchant » qui raconte l'histoire du meurtre de Skylar Neese. Le 10 mars 2014, l'émission Dr Phil Show a repris l'histoire de Skylar : Trahison entre Amies. Ses parents David et Marie étaient présents, de même que deux femmes qui se sont présentées comme « les deuxième mères » de Rachel Shoaf.
Le 12 avril 2014, la chaîne Lifetime a diffusé « La Clique de la Mort », une fiction dramatique inspirée par l'histoire du meurtre de Skylar Neese. Elle a depuis été mise à disposition sur Netflix. Le 18 juillet 2014, l'émission ABC 20/20 a repris l'histoire de Skylar dans l'épisode intitulé « Supprimé ». 
Le 22 octobre 2014, l'émission de LMN « J'ai Tué Ma Meilleure Amie » a repris l'histoire de Skylar avec les commentaires de ses parents et de ses amis dans un épisode intitulé « Real Life Heathers ». Le 14 novembre 2014, la chaîne Investigation Discovery a repris l'histoire de Skylar dans son émission « See No Evil »  dans un épisode éponyme . L’émission utilise les vidéos des caméras de surveillance montrant Skylar pour reconstituer les dernières heures de sa vie. Des entretiens à la première personne avec sa famille, ses amis et les enquêteurs sont utilisés.
Le 26 mars 2016, l'émission de la chaîne ReelzChannel intitulé « Copycat Killers » a repris l'histoire de Skylar dans un épisode intitulé « Heathers ». Le 7 août 2016,  la chaîne Oxygène Canal a repris l'histoire de Skylar dans la série Snapped. Le 28 octobre 2016, la chaîne Investigation Discovery reprend à nouveau cette histoire dans une autre série nommée Suspicion (Une fille disparaît).
Le 20 juillet 2018, la chaîne NBC a repris l'histoire de Skylar dans l'émission Dateline NBC (saison 26, épisode 58).